# Erica Wiebe
Erica Wiebe, född 13 juni 1989, är en kanadensisk brottare som vann guld i 75 kg fristil vid Olympiska sommarspelen 2016.